# Vegan Reich
Vegan Reich war eine US-amerikanische Hardcore-Punk-Band, die 1987 in Memphis von Sänger, Gitarrist und Songschreiber Sean Muttaqi gegründet wurde. Sie gilt neben Raid als eine der ersten Vegan-Straight-Edge-Bands und als Namensbegründer des Hardline. Anfangs spielte die Band Hardcore Punk, später kamen Einflüsse aus dem Heavy Metal und von Bands wie Iron Maiden hinzu.

## Geschichte
Muttaqi gründete Vegan Reich 1987 und nahm zunächst mit Hilfe befreundeter Musiker von Naturecore einige Lieder für einen Benefiz-Sampler zugunsten der Animal Liberation Front auf. Verstärkt durch Schlagzeuger Jon Ewing und Studiobassist Sergio Hernandez veröffentlichte Vegan Reich 1990 die EP Hardline, das als Manifest der Band für Tierrechte mit einem Hang zur Militanz, extremem Straight-Edge-Lifestyle und das Verlangen nach einer veganen Anarchie angesehen wurde und als Namensgeber für die Hardline-Subkultur gilt. In der Besetzung Sean Muttaqi (Gesang, E-Gitarre), Dom Ehling (E-Bass) und Ray Titus (Schlagzeug) veröffentlichte Vegan Reich 1992 eine Musikkassette mit dem Titel The Wrath of God. Danach pausierte die Gruppe, währenddessen erschien mit Vanguard 1995 eine Best-of der Band. Während dieser Zeit konvertierte Muttaqi zum Islam und gründete das Plattenlabel Uprising Records. Die letzte Veröffentlichung war 1999 die EP Jihad, auf der Muttaqi E-Gitarre, E-Bass und Gesang übernahm, unterstützt von Schlagzeuger Andy Hurley.

## Ideologie und Kontroverse
Vegan Reich war in der Straight-Edge-Szene stark umstritten. Die ursprünglich von Toleranz geprägte Szene stand den militanten Ansätzen der Band sehr kritisch gegenüber, sie wurde von Teilen der Szene als Verrat an den Idealen angesehen. Vegan Reich galt als Aushängeschild des kalifornischen Plattenlabels Hardline, bei dem Anfang der 1990er Jahre die Veröffentlichungen von Vegan Reich erschienen. Kritiker warfen Band und Label vor, ihren militanten Einsatz für Tierrechte und Straight Edge mit Homophobie, Intoleranz gegenüber Religionen und radikal-konservativem Eintreten gegen Abtreibung und Drogen zu kombinieren und sich mit ihren Forderungen nach Disziplin und einer veganen Diktatur am Rand des Rechtsextremismus zu bewegen.

## Diskografie
- 1990: Hardline (EP)
- 1992: The Wrath of God (MC)
- 1995: Vanguard (Best of)
- 1999: Jihad (EP)